# Curtiss P-6 Hawk
Curtiss P-6 Hawk là một loại máy bay tiêm kích hai tầng cánh của Hoa Kỳ trong thập niên 1920.

## Biến thể

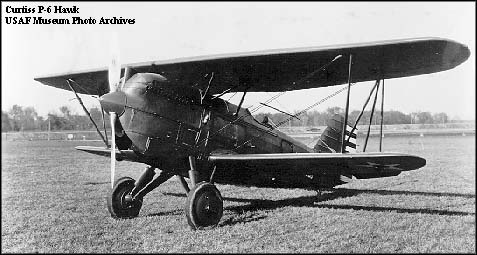
Curtiss P-6A Hawk, 29-260

XP-6Model 34P
XP-6AModel 34K
P-6A
XP-6B
P-6C
XP-6D
P-6D
XP-6EModel 35
P-6E
XP-6F
XP-6G
XP-6HP
P-6SHawk I
P-11
XP-17
YP-20
XP-21
XP-22
XP-23Model 63

## Quốc gia sử dụng
Đài Loan
- Không quân Cộng hòa Trung Hoa

 Cuba
- Không quân Cuba

 Nhật Bản
 Dutch East Indies
- Không quân Lục quân Đông Ấn Hoàng gia Hà Lan

 USA
- Quân đoàn Không quân Lục quân Hoa Kỳ

 Bolivia
- Không quân Bolivia

## Tính năng kỹ chiến thuật (P-6E)
Dữ liệu lấy từ The Complete Encyclopedia of World Aircraft
Đặc điểm tổng quát
- Kíp lái: 1
- Chiều dài: 25 ft 2 in (7,67 m)
- Sải cánh: 31 ft 6 in (9,6 m)
- Chiều cao: 8 ft 10 in (2,69 m)
- Diện tích cánh: 252 ft² (23,41 m²)
- Trọng lượng rỗng: 2.669 lb (1.224 kg)
- Trọng lượng cất cánh tối đa: 3.436 lb (1.559 kg)
- Động cơ: 1 × Curtiss V-1570C Conqueror, 700 hp (522 kW)

 Hiệu suất bay 
- Vận tốc cực đại: 204 mph (177 kn, 328 km/h)
- Vận tốc hành trình: 167 mph (145 kn, 269 km/h)
- Tầm bay: 285 mi (248 nmi, 459 km)
- Trần bay: 24.700 ft (7.529 m)
- Vận tốc lên cao: 2.480 ft/phút (756 m/s)

Trang bị vũ khí

- 2 × súng máy.30 in (7,62 mm)